# Le Jouet
Le Jouet is een Franse film van Francis Veber die werd uitgebracht in 1976.
Le Jouet is de eerste van een reeks succesrijke komedies van Veber. 

## Verhaal
François Perrin is een veertigjarige journalist die al geruime tijd zonder werk zit. Eindelijk kan hij aan de slag bij de Parijse krant France Hebdo. De Blénac, de hoofdredacteur, vertelt hem dat hij slechts hoofdredacteur pro forma is en dat de eigenaar van de krant, de buitenissige miljardair Pierre Rambal-Cochet, de dagelijkse leiding in handen heeft. De Blénac geeft Perrin de raad zijn baard af te scheren omdat Rambal-Cochet geen baarden kan uitstaan. Perrin merkt algauw dat zijn baas inderdaad een ongewone man is. Zo ontslaat Rambal-Cochet een journalist omdat hij gevoeld heeft dat de man klamme handen heeft.
Op een dag gaan Perrin en zijn fotograaf naar een enorme speelgoedwinkel om een reportage te maken over de 'Grande Quinzaine du Jouet' die daar plaatsvindt. Perrin gedraagt zich ongewild grappig tussen de tentoongestelde grote poppen. Net dan komt Eric, het tiranniek zoontje van Rambal-Cochet, met zijn gevolg binnen, Georges Pouzier, de beheerder van de winkel, voorop. Eric mag er een geschenk kiezen maar hij vindt Perrin zo grappig dat hij hem als speelgoed kiest. 
Perrin stribbelt uiteraard tegen. Pouzier maakt hem duidelijk dat Rambal-Cochet de eigenaar van de speelgoedzaak is en vraagt hem of hij misschien liever zijn job verliest. Zeer tegen zijn zin laat Perrin zich inpakken als een echt verrassingsgeschenk. 

## Rolverdeling
| Acteur           | Personage                                            |
| ---------------- | ---------------------------------------------------- |
| Pierre Richard   | François Perrin                                      |
| Michel Bouquet   | Pierre Rambal-Cochet                                 |
| Fabrice Greco    | Eric Rambal-Cochet, de zoon van Pierre               |
| Jacques François | meneer de Blénac, de hoofdredacteur                  |
| Charles Gérard   | de fotograaf van de krant                            |
| Gérard Jugnot    | Pignier, de ontslagen journalist                     |
| Suzy Dyson       | Christine Rambal-Cochet, de stiefmoeder van Éric     |
| Michel Aumont    | Georges Pouzier, de directeur van de speelgoedwinkel |
| Michel Robin     | de butler                                            |
| Daniel Ceccaldi  | de eigenaar van het huis                             |
| Éva Darlan       | de persattaché                                       |
| Yves Barsacq     | meneer Robert                                        |